# یکاترینا ساوینوا
ایکاترینا ساوینوا (روسی: Екатерина Савинова; ۲۶ دسامبر ۱۹۲۶ – ۲۵ آوریل ۱۹۷۰) بازیگر و خواننده اهل اتحاد جماهیر شوروی بود. او عموماً بابت معروف‌ترین نقش اصلی کارنامه‌اش در فیلم کمدی-درام فردا بیا، لطفاً... به کارگردانی همسرش یوگنی تاشکوف به یاد آورده می‌شود. ساوینوا در کنار دیگر بازیگران فیلم خانواده بزرگ موفق به دریافت جایزه بهترین بازیگر زن در هشتمین دوره جشنواره فیلم کن او در سال ۱۹۶۵ به عنوان هنرمند شایسته فدراسیون روسیه برگزیده شد.

## اوایل زندگی
ایکاترینا ساوینوا در روستای یلتسوفسکا (واقع در منطقه امروزی یلتسوفسکی، سرزمین آلتای) در یک خانواده دهقانی، به عنوان کوچک‌ترین فرزند از چهار فرزند خانواده‌اش متولد شد. اجداد او که اصالتاً اهل استان پنزا بودند، در جریان اصلاحات استولیپین در سیبری ساکن شدند. پدرش فئودور یاکولوویچ ساوینوف در کلخوز کار می‌کرد. ساوینووا استعداد خوانندگی خود را از مادرش ماریا سمیونونا ساوینووا به ارث برده است. او تحصیلات متوسطه را به پایان رساند و در اوت ۱۹۴۴ برای ورود به دوره‌های بازیگری عازم مسکو شد. او برای امتحانات خیلی دیر رسید، بنابراین در یک دانشگاه کشاورزی مشغول به تحصیل شد و بعد از یک نیم سال با استفاده از فرصت وارد دوره مؤسسه سینمایی گراسیموف شد که توسط واسیلی وانین راه‌اندازی شده بود. او خیلی زود به دلیل فقدان مهارت‌های لازم برای بازیگری اخراج شد، اما این اتفاق مانع او نشد و در تابستان بعدی ساوینوا دوباره دانشجوی مؤسسه سینمایی گراسیموف شد، اما این بار زیر نظر بوریس بیبیکوف و همسرش اولگا پیژووا به تعلیم پرداخت.
او در کنار همسر آینده‌اش یوگنی تاشکوف تحصیل کرد. آنها در سال ۱۹۵۰ فارغ‌التحصیل شدند و بعد از یک سال ازدواج کردند. در سال ۱۹۵۷ پسر آنها آندری تاشکوف (که او نیز بعدها یک بازیگر محبوب در روسیه شد) به دنیا آمد. پس از فراغت از مؤسسه سینمایی گراسیموف، ساوینوا برای آموزش حرفه ای آواز وارد دانشکده دولتی موسیقی گنیسین شد. صدای کمیاب او (۳٫۵ اکتاو) آنقدر چشمگیر بود که پس از فارغ‌التحصیلی به او پیشنهاد شد در تئاتر بولشوی و نمایش‌های پاپ اجرا کند، اما او همه پیشنهادها را رد کرد چرا که خود را فقط به عنوان یک بازیگر سینما می‌دید و آواز را به عنوان «تفریح زمان تنهایی» در نظر می‌گرفت نه یک پیشه هنری جدی که بتواند آن را به‌طور حرفه‌ای ادامه دهد.

## پیشه هنری
ساوینوا اولین نقش بزرگ خود را در سال ۱۹۴۹ در فیلم کمدی موزیکال قزاق‌های کوبان ایفا کرد که در آن قسمت‌های آواز را نیز خودش اجرا کرد. به گفته تاشکوف، کارگردان فیلم ایوان پیریف (که در آن زمان رئیس شرکت موس‌فیلم نیز بود) سعی کرد ساوینووا را اغوا کند. او به صورت پیریف سیلی زد و پس از این اتفاق پیریف از نفوذ خود برای خراب کردن حرفه بازیگری او استفاده کرد. او برای سالها او فقط در نقش‌های مکمل یا اپیزودیک ظاهر می‌شد اما با این وجود ساوینوا موفق شد جایزه بهترین بازیگر زن را در جشنواره فیلم کن ۱۹۵۵ به همراه دیگر بازیگران خانواده بزرگ دریافت کرد. از سال ۱۹۵۲ به بعد او در تئاتر ملی بازیگران فیلم شوروی نیز اجرا داشت.

## مرگ
در ۲۵ آوریل ۱۹۷۰ ساوینووا عازم مسکو شد، به ایستگاه قطار محلی رسید و خود را زیر قطار در حال عبور انداخت. همان‌طور که تاشکوف بعداً یادآوری کرد، درست مانند آنا کارنینا که مونولوگش را در طول امتحانات ورودی مؤسسه سینمایی گراسیموف خوانده بود. ساوینووا در گورستان Kleshchikhinskoye در نووسیبیرسک به خاک سپرده شد.